# Championnats du monde de biathlon 1994
Navigation
Borovets 1993 Antholz-Anterselva 1995
Les Championnats du monde de biathlon 1994 se tiennent à Canmore (Canada) le 15 mars 1994, où se sont déroulées les épreuves de biathlon aux Jeux olympiques d'hiver de 1988. Seules les épreuves par équipes se sont disputées, les épreuves individuelles et les relais ayant été disputées dans le cadre des Jeux olympiques.

## Les résultats

### Hommes
| Épreuve           | Or                                                                            | Argent                                                                  | Bronze                                                               |
| 10 km par équipes | Italie Pieralberto Carrara Hubert Leitgeb Andreas Zingerle Wilfried Pallhuber | Russie Vladimir Dratchev Alexei Kobelev Valeriy Kirienko Sergei Tarasov | Allemagne Jens Steinigen Marco Morgenstern Peter Sendel Steffen Hoos |

### Femmes
| Épreuve            | Or                                                                                    | Argent                                                                    | Bronze                                                                       |
| 7,5 km par équipes | Biélorussie Natalia Permiakova Natalia Ryzhenkova Irina Kokoueva Svetlana Paramyguina | Norvège Ann Elen Skjelbreid Åse Idland Annette Sikveland Hildegunn Fossen | France Emmanuelle Claret Nathalie Beausire Corinne Niogret Véronique Claudel |

## Le tableau des médailles
| Médailles | Pays        | Or | Argent | Bronze | Ensemble |
| --------- | ----------- | -- | ------ | ------ | -------- |
| 1         | Biélorussie | 1  | 0      | 0      | 1        |
| 1         | Italie      | 1  | 0      | 0      | 1        |
| 3         | Norvège     | 0  | 1      | 0      | 1        |
| 3         | Russie      | 0  | 1      | 0      | 1        |
| 5         | Allemagne   | 0  | 0      | 1      | 1        |
| 5         | France      | 0  | 0      | 1      | 1        |